# Giorgia
Giorgia Todrani, communément connue sous le mononyme Giorgia, est une chanteuse italienne, née à Rome le 26 avril 1971. Elle est considérée comme l'une des plus grandes artistes de la chanson italienne contemporaine, à la fois par ses qualités vocales et sa capacité d'interprétation.

## Profil vocal
- Type de voix : soprano
- Note la plus aiguë sur le registre du « sifflement » : mi5 sur Il mare sconosciuto
- Note la plus aiguë en voix de tête : do#5 sur L'eternità (vox 2008)
- Note la plus aiguë de voix de poitrine : La4 sur Farei di tutto
- Note la plus grave : Do2 sur Nessun dolore
- Extension vocale : 3 octave et deux tons Do2-Mi5 (Do3-Mi6 en numérotation américaine)

## Biographie
Giorgia possède une voix parmi les plus remarquables de l'histoire musicale italienne par son extension et sa capacité technique : son aptitude naturelle pour le jazz et la musique soul lui a permis de développer une technique vocale élevée et polymorphe au cours de sa carrière et de s'exercer dans divers genres musicaux. En Italie, Giorgia est très connue. À l'étranger elle est connue principalement aux Pays-Bas et au Canada, pays dans lesquels sortirent plusieurs albums entre 2001 et 2003. Elle a ainsi donné de nombreux entretiens à l'hebdomadaire hollandais Der Looper.
Elle a été reconnue comme étant l'une des plus grandes interprètes au niveau mondial par de nombreux artistes tels Anastacia, Herbie Hancock, Elton John, Andrea Bocelli avec qui elle chante Vivo per lei, ainsi que par la fameuse revue Billboard, qui l'a définie comme « capable d'avoir du succès même en Amérique. »
Le premier disque où l'on peut entendre la voix de Giorgia remonte à 1980 (environ), quand elle enregistre avec Cristina Montefiori un 45 tours intitulé Chiamatemi Andrea pour la même maison (Yep) qui publiait les disques du duo Juli et Julie, dont faisait partie son père Giulio Todrani. La première formation musicale, à seize ans, se fait sous la direction du ténor Luigi Rumbo. Puis Giorgia commence à chanter dans le circuit des clubs romains avec les Io vorrei la pelle nera et la Friends Acoustic Night. Unique femme parmi des musiciens hommes et plus experts qu'elle, Giorgia accroît toujours plus son expérience musicale influencée par un mix musicale qui comprend le jazz, la soul, le blues, le reggae et aussi le rock. Partagée entre le lycée linguistique, les clubs et les salles d'enregistrement où elle gagne ses premiers deniers en faisant les chœurs pour les jingles publicitaires, en 1988, à seulement 17 ans, Giorgia fait sa première tentative pour accéder à la scène de l'Ariston de Sanremo, mais ne réussit pas la sélection. 
Giorgia continue ses études avec intensité avec le maestro Luigi Rumbo, avec qui elle a pratiqué tous les jours de la semaine jusqu'au seuil de ses trente ans. Les études sont accompagnées d'un style de vie concentré sur la préservation de son « instrument vocal » (c'est une définition venant de Giorgia même) : elle ne fume pas, ne boit pas et va jusqu'à se priver de la chose dont elle est la plus avide : le chocolat ; en outre, elle sort toujours avec un foulard autour du cou. Tout cela, pourtant, ne lui évite pas une polyposie aux cordes vocales, due à l'air humide et plein de fumée des clubs romains et à la fatigante activité que représente le chant. La première grande occasion arrive en 1990, quand elle est appelée par Zucchero pour l'enregistrement de l'album Miserere, où elle participe aux chœurs avec un très jeune Andrea Bocelli. La carrière de Giorgia commence officiellement à peine trois ans après.
En février 1994, elle participe au Festival de Sanremo, dans la catégorie jeunes, et se classe septième avec la chanson E poi. L'année suivante, elle gagne le même festival avec Come saprei.
Elle devient ensuite l'un des personnages majeurs de la chanson italienne. Elle a sorti douze albums et participé plusieurs fois au Festival de Sanremo (1996, 2001, 2023, 2025). Elle a enchaîné les tournées (17 depuis 1997).

## Les concerts
Pour Giorgia, l'expérience de la scène revêt une grande valeur, notamment pour le contact direct avec le public. Déjà à partir de 1996 la chanteuse romaine peut compter, grâce à la contribution fondamentale du manager Mimmo D'Alessandro, sur un groupe d'exception, formé d'abord par Rickey Minor (directeur artistique des tournées de grandes chanteuses comme Whitney Houston), Vernon Black (guitariste de Mariah Carey, Aretha Franklin et d'autres) et plus tard de la New Power Generation de Prince (composée de Michael B., Sonny T. et Tommy Barbarella), qui deviendra son groupe officiel. Durant l'été 1999 Giorgia est l'invitée du grand jazzman Herbie Hancock lors d'une tournée à deux au sein des plus prestigieux festivals européens : Montreux, Ombrie Jazz, Londres, Antibes, Malte, Summer Festival de Lucca. Giorgia s'y produit avec des classiques de Gershwin, mais aussi avec quelques-unes de ses propres chansons. Leur collaboration ne se limite pas à l'expérience d'un été, parce qu'en 2000 Herbie la veut pour le Royal Festival Hall de Londres avec Youssou N'Dour.
L'année 2000 est marquée par de précieuses rencontres musicales et artistiques. D'abord Giorgia invite dans un de ses concerts turinois Michael McDonald, puis est à son tour invitée par ce dernier lors de son spectacle au Forum d'Assago, à Milan. Ensuite, à l'occasion du Summer Festival de Lucca, Ray Charles l'invite sur scène pour chanter Georgia on my mind, après que Giorgia a raconté à « The Genius », tant aimé par son père, que son prénom lui avait été donné en l'honneur de cette chanson. Le Fai Sentire La Tua Voce Tour (à guichets fermés) est encore un moment riche en émotion pour la chanteuse, qui partage la scène de l'Ericsson Summer Festival avec Lionel Richie lors d'une version inédite de All night long. Les deux tours européens de Giorgia en 2001 et en février 2004 sont également de grands succès.
- 1997 - Mangio troppa cioccolata Tour
- 1999 - Girasole Tour
- 2000 - Fai sentire la tua voce Tour
- 2001 - Senza ali Tour
- 2002/2003 - Le cose non vanno mai come credi Tour
- 2003/2004 - Ladra di vento Tour
- 2005 - Unplugged Sessions Tour
- 2008 - Stonata Tour
- 2009 - Spirito libero Tour
- 2012 - Dietro le apparenze Tour
- 2014 - Senza paura Tour
- 2017 - Oronero Tour
- 2018 - Oronero Live
- 2019 - Pop Heart Tour
- 2019 - Pop Heart Summer Nights
- 2023 - Blu Live - Teatri Lirici e Palasport''
- 2025 - Come saprei live 2025
- 2025/2026 - Palasport live

## Discographie

### Albums

#### Albums en studio
- 1994 - Giorgia  (160 000 copies vendues)
- 1995 - Come Thelma & Louise (300 000 copies vendues) #2 ITA
- 1997 - Mangio troppa cioccolata (500 000 copies vendues) #1 ITA
- 1999 - Girasole (220 000 copies vendues)
- 2001 - Senza ali (210 000 copies vendues) #4 ITA
- 2003 - Ladra di vento (270 000 copies vendues) #1 ITA
- 2007 - Stonata (180 000 copies vendues au 1er août 2008) #2 ITA
- 2011 - Dietro le apparenze #1 ITA
- 2013 -  Senza Paura
- 2016 -  Oronero
- 2018 -  Pop Heart
- 2023 -  Blu

#### Albums live
- 1993 - Natural woman (Live in Rome)
- 1993 - One more go round
- 1996 - Strano il mio destino (Live & studio 95/96) (270 000 copies vendues)
- 2005 - Mtv Unplugged Giorgia + DVD (250 000 copies vendues) #2 ITA
- 2008 - Live alla Casa del Jazz #1 Itunes ITA
- 2014 -  Senza Paura Limited Gold Edition
- 2018 -  Oronero Live

#### Compilations
- 2002 - Greatest hits - Le cose non vanno mai come credi (700 000 copies vendues) #1 ITA
- 2008 - Spirito Libero - Viaggi Di Voce (1992/2008) #5 ITA

### Albums sortis seulement à l'étranger
- 1995 - Come Thelma & Louise (Japon)
- 1997 - Dimmi dove sei (Allemagne)
- 1999 - Giorgia Espana (Espagne, Portugal, Amérique Latine)
- 2001 - Senza ali (France)
- 2002 - E poi (Pays-Bas, Belgique, Luxembourg)
- 2002 - Greatest hits (Le cose non vanno mai come credi) (Pays-Bas, Belgique, Luxembourg)
- 2002 - Greatest hits (Canada)

### CS singles
- 1994 - Che goccia sei (avec Mario Amici)
- 1995 - Vivo per lei (avec Andrea Bocelli)
- 1999 - Il cielo in una stanza
- 2001 - Senza ali (seulement pour le marché français)
- 2002 - Vivi davvero
- 2002 - E poi (seulement pour le marché hollandais)
- 2003 - Gocce di memoria
- 2003 - Spirito libero
- 2009 - Salvami (avec Gianna Nannini)
- 2011 - Il mio giorno migliore
- 2011 - È l'amore che conta
- 2011 - Inevitabile (avec Eros Ramazzotti)

### Singles promotionnels
- 1993 - Nasceremo
- 1994 - E poi
- 1994 - Nessun dolore
- 1994 - Che goccia sei (avec Mario Amici)
- 1995 - Come saprei
- 1995 - C'è da fare
- 1995 - E c'è ancora mare
- 1995 - Riguarda noi
- 1995 - Vivo per lei (avec Andrea Bocelli)
- 1996 - Strano il mio destino
- 1997 - Scirocco d'Africa (avec Pino Daniele)
- 1997 - Un'ora sola ti vorrei
- 1997 - Dimmi dove sei
- 1997 - Un amore da favola
- 1998 - In vacanza con me
- 1999 - Il cielo in una stanza
- 1999 - Parlami d'amore
- 1999 - Girasole
- 1999 - Tradirefare
- 2000 - Io come te
- 2001 - Di sole e d'azzurro
- 2001 - Senza ali
- 2001 - Un sole dentro al cuore
- 2001 - Save the world
- 2002 - Vivi davvero
- 2002 - Marzo
- 2002 - We've got tonight (avec Ronan Keating)
- 2003 - Gocce di memoria
- 2003 - Spirito libero
- 2003 - L'eternità
- 2004 - La gatta (sul tetto)
- 2005 - Infinite volte
- 2005 - I heard it through the grapevine (avec Ricky Fanté)
- 2007 - Vento di passione (avec Pino Daniele)
- 2007 - Più (avec Fiorello)
- 2007 - Parlo con te
- 2008 - La la song (non credo di essere al sicuro)
- 2008 - Ora basta
- 2008 - Ignudi fra i nudisti (avec Elio e le Storie Tese)
- 2008 - Poche parole  (avec Mina)
- 2008 - Per fare a meno di te
- 2008 - Via col vento
- 2009 - Salvami (avec Gianna Nannini)
- 2011 - Il mio giorno migliore
- 2011 - È l'amore che conta

### DVD
- 2004 - Ladra di vento live
- 2005 - Mtv Unplugged Giorgia
- 2018 - Oronero Live

### Duos et collaborations
- 1994 Che goccia sei - (avec Mario Amici tiré de l'EP Mario Amici)
- 1994 Uomo Nero - (avec Alan Soul Alias Giulio Todrani tiré de l'album  Giorgia)
- 1994 Canto di Natale - (avec Andrea Bocelli tiré du Dvd (sorti en 2008 Natale in Vaticano)
- 1995 Santa Lucia Lutana - (avec Luciano Pavarotti tiré de l'album Pavarotti&Friends 2)
- 1995 Vivo per lei - (avec Andrea Bocelli tiré de l'album Bocelli, Romanza et du nouveau best of Vivere)
- 1996 The Power Of Peace - (avec Aretha Franklin, Oleta Adams, Chris de Burgh, Enrique Iglesias, Peabo Bryson, Gerald Levert, Kenny Rogers tiré de l'album The Power Of Peace en soutien de l'association CARE) (seulement pour le marché américain)
- 1996 Endless Love - (avec Michael Baker tiré de l'album Strano il mio Destino live/studio 1996)
- 1996 T.V.U.M.D.B. - (avec Elio e le Storie Tese tiré de l'album Eat the Phikis)
- 1996 Li immortacci - (avec Elio e le Storie Tese tiré de l'album Eat the Phikis)
- 1997 Scirocco d'Africa - (avec Pino Daniele tiré de l'album Dimmi cosa succede sulla terra)
- 2001 Save the world - (avec Aisha tiré de l'album Senza ali)
- 2003 We've got tonight - (avec Ronan Keating tiré de l'album Destination)
- 2005 Industrial (appuntamenti maledetti) - (avec Jetlag tiré de l'album On the air)
- 2005 Luna crescente - (Giorgia écrit le texte du morceau de Syria tiré de l'album Non è peccato)
- 2005 I heard it through the grapevine - (avec Ricky Fantè tiré de l'album MTV Unplugged)
- 2005 Redonne-moi ta confiance - (avec Roch Voisine tiré de l'album Sauf si l'amour...) (seulement pour les pays francophones)
- 2005 E poi - (avec Terence Blanchard tiré de l'album MTV unplugged)
- 2006 Esprimiti - (avec Emanuel Lo tiré de l'album Più tempo...)
- 2006 Petali di rosa - (Giorgia écrit les paroles du morceau d'Emanuel Lo tiré de l'album Più tempo...)
- 2007 Vento di passione et Il giorno e la notte - (avec Pino Daniele tiré de l'album Il mio nome è Pino Daniele e vivo qui)
- 2007 Più - (avec Fiorello pour la BO du film Voce del verbo amore)
- 2007 Resta qui - (avec Tormento tiré de l'album Alibi Giorgia écrit les contrechants)
- 2007 Poche parole - (avec Mina tiré de l'album Stonata)
- 2007 Vieni fuori - (avec Diana Winter tiré de l'album Stonata)
- 2007 Adesso lo sai - (avec Emanuel Lo tiré de l'album Stonata)
- 2008 Il direttore - (avec Frankie Hi-NRG MC tiré de l'album DePrimoMaggio)
- 2008 Ignudi fra i nudisti - (avec Elio e le Storie Tese tiré de l'album Studentessi)
- 2008 Gli ultimi brividi - (avec Nevio) tiré de l'album Due) (seulement pour le marché allemand)
- 2009 Salvami  - (avec Gianna Nannini tiré de l'album Dream - Solo i sogni sono veri (Deluxe Edition))
- 2011 Inevitabile - (avec Eros Ramazzotti tiré de l'album Dietro le apparenze)

Tous les duos mentionnés ont été insérés en studio. Également, Giorgia a participé à des duos live, non insérés dans un album, avec Ray Charles, Herbie Hancock, Elton John, Michael McDonald, Mike Francis, Yousson'Dour, Adriano Celentano, Lionel Richie, Morgan, Gianni Morandi, Bryan Adams, Alex Baroni, Alex Britti, Zucchero, Carmen Consoli, Fiorella Mannoia, Antonello Venditti, Tosca, Ivana Spagna, Mia Martini, Michele Zarrillo, Massimo Ranieri, Ornella Vanoni, Gino Paoli, Renato Zero, Paola Turci, Rossana Casale, Grazia Di Michele, Paola Cortellesi, Mango, Laura Pausini, Elisa et beaucoup d'autres.

## Vidéos
Voici la liste complète des vidéos de Giorgia, de 1995 à aujourd'hui.
- 1995 - Come saprei
- 1995 - Riguarda noi
- 1995 - Vivo per lei
- 1997 - Un'ora sola ti vorrei
- 1997 - Un amore da favola
- 1997 - Dimmi dove sei
- 1999 - Girasole
- 1999 - Parlami d'amore
- 2001 - Save the world
- 2002 - Vivi davvero
- 2002 - Marzo
- 2002 - We've got tonight
- 2003 - Gocce di memoria
- 2003 - Spirito libero
- 2003 - L'eternità
- 2004 - La gatta (sul tetto)
- 2005 - Infinite volte
- 2007 - Parlo con te
- 2008 - La la song (Non credo di essere al sicuro)
- 2008 - Ora Basta
- 2008 - Ignudi fra i nudisti (con Elio e le Storie Tese)
- 2008 - Per Fare A Meno Di Te
- 2009 - Salvami (avec Gianna Nannini)
- 2011 - Il mio giorno migliore
- 2014 - La mia stanza
- 2016 - Oronero
- 2017 - Vanità
- 2017 - Credo
- 2017 - Scelgo ancora te
- 2017 - Come neve
- 2018 - Le tasche piene di sassi
- 2018 - Una storia importante
- 2019 - I feel love
- 2023 - The first day of my life
- 2023 - Parole dette male
- 2023 - Senza confine
- 2024 - Niente di male
- 2025 - La cura per me
- 2025 - L'unica

## Prix
De suite, quelques-uns des prix reçus par la chanteuse :
- 1995 : Best European Young Singer Award
- 1995 : Médaille d'or de la ville de Rome
- 1995 : Telegatto - meilleur interprète féminin
- 1995 : 45° Festival de la chanson italienne - Sanremo - prix radio/TV, prix auteur
- 1995 : Premio Mia Martini
- 1996 : 3e position au 46e Festival de la chanson italienne - Sanremo
- 2001 : 2e position au 51e Festival de la chanson italienne - Sanremo
- 2003 : Nastro d'argento
- 2003 : David di Donatello (avec Andrea Guerra) - meilleur BO
- 2003 : Italian Music Award - meilleur single, meilleur arrangement, meilleur BO
- 2004 : Sanremo fashion, italian style award-personnage féminin de l'année
- 2008 : Wind Music Award
- Giorgia est la huitième artiste italienne durant les quinze dernières années, selon les statistiques (2008), pour le nombre de semaines de permanence dans le classement FIMI-Nielsen (140 de 1994 à 2002) et pour le nombre de copies vendues seulement en Italie (un peu moins de 6 000 000). Parmi les artistes féminines de sa génération, elle occupe la première place pour le nombre de semaines de présence dans le classement Fimi-Nielsen.
- Giorgia a reçu durant sa carrière près de 80 disques de platine et d'or.